# Іванов Віктор Михайлович
Ві́ктор Миха́йлович Івано́в (31 січня [13 лютого] 1909, Козятин, Київська губернія, Російська імперія — 18 червня 1981, Київ, УРСР, СРСР) — радянський український кінорежисер, сценарист, письменник.
Заслужений діяч мистецтв УРСР (1974).
Лауреат Державної премії України імені Олександра Довженка (1999, посмертно).

## Життєпис
Народився у м. Козятин Київської губернії. У 1936 р. закінчив Всесоюзний державний інститут кінематографії (ВДІК) (майстерня Сергія Ейзенштейна).
Батько, Михайло Спиридонович, був військовим фельдшером, мама, Тетяна Андріївна — домогосподаркою. Під час епідемії холери у 1919 р. батько, рятуючи хворих, сам заразився і помер, лишивши дружину із трьома дітьми. Щоб допомогти сім’ї, Віктор у 13 років влаштувався працювати розсильним у відділ народної освіти.
Закінчив Бердичівське ремісниче училище та Жмеринську профшколу.  У 18 років отримав посвідку на водіння паровозу. За направленням після навчання працював машиністом у Вязьмі. Був машиністом вантажного та пасажирського транспорту. У 1932 році молодому перспективному працівникові дали направлення до Московського хіміко-технологічного інституту, але він подав документи до Всесоюзного державного інституту кінематографії, вступивши на режисерське відділення, на курс кінорежисера Сергія Ейзенштейна. Із всієї групи тих, хто хотів у нього навчатися, С. Ейзенштейн залишив двох – Віктора Іванова та Костянтина Піпінашвілі, за умови, що вони здадуть екстерном програму другого курсу навчання.
Після закінчення ВДІКу отримав направлення на роботу до Києва. Першу кінострічку про залізничників, де Віктор Іванов був автором сценарію та режисером, закрили із формулюванням «з тематичних міркувань».
Працював асистентом режисера, в т. ч. у Абрама Роома («Ескадрилья № 5», 1939), на Київській кіностудії (з 1957 — кіностудія імені Олександра Довженка).
Після початку німецько-радянської війни просився на фронт, але йому відмовляли.
У 1942 р. працівників кіностудії евакуювали до Ашгабата.
Добився відправки на фронт добровольцем. Війну пройшов командиром взводу вогнеметників. Одразу після завершення курсу навчання в училищі хімзахисту в Ташкенті опинився в самому горнилі війни — у Сталінграді. Саме за оборону Сталінграду Віктор Іванов отримав орден Червоної Зірки.  Брав участь у звільненні Києва — у форсуванні Дніпра (Букринський плацдарм), території кіностудії та своєї вулиці — Першої Дачної, на якій жив до війни.
Війну закінчив у Румунії.
Був двічі поранений, важко контужений, комісований за станом здоров'я.
Після війни хотів повернутися на роботу на Київську кіностудію, але тодішнім керівництвом йому було відмовлено «як інваліду». Був вимушений поїхати з Києва. Працював на кіностудіях Свердловська (начальник сценарного відділу), Каунаса (начальник виробництва), Вільнюса (начальник виробництва).

З 1950 р. — режисер-постановник Київської кіностудії, де працював до самої смерті.

Могила Віктора Іванова, Байкове кладовище

Створив 13 кінофільмів, зокрема комедію «За двома зайцями» (1961), яка за номером 17 увійшла до списку 100 найкращих фільмів в історії українського кіно.
Автор книжок для дітей «Наша Наташа» (1954), «Доріжка» (1958), збірок «Доделки-переделки», «Попади», «Сатирический патруль» (1960), «Чіль» (1967), «Дружный дом» (1984).
Був членом Спілки письменників України (з 1956) та Спілки кінематографістів України (з 1958).
Син — кінооператор Михайло Іванов (1939).
Невістка — мистецтвознавиця Ольга Жбанкова (1943—2021).
Переживши два інфаркти, помер на 73-му році життя 18 червня 1981 року.
Похований разом із родиною на Байковому кладовищі (ділянка № 33, 50°25′3.08″ пн. ш. 30°30′4.98″ сх. д. / 50.4175222° пн. ш. 30.5013833° сх. д.).

## Фільмографія
- «Пригоди з піджаком Тарапуньки» (1955)
- «Шельменко-денщик» (1957)
- «Сто тисяч» (1958)
- «Олекса Довбуш» (1960, співавт. сцен.)
- «За двома зайцями» (1961)
- «Ключі від неба» (1965)
- «Непосиди» (1968, у співавт. з А. Народицьким)
- «Вулиця тринадцяти тополь» (1969, у співавт. з А. Народицьким)
- «Веселі Жабокричі» (1973)
- «Ні пуха, ні пера» (1975)
- «Співає Микола Кондратюк» (1977, т/ф)
- «Оглядини» (1980)
- «Снігове весілля» (1981)

Сценарист:
- «За двома зайцями» (1961)
- «Рибки захотілось» (1963)
- «Бджоли і люди» (1963)
- «Непосиди» (1967)
- «Здрастуй, Ральфе!» (новели «Чіп» і «Боцман»)

## Пам'ять
| |
| Меморіальна дошка в Києві, встановлена на адміністративному корпусі кіностудії імені Олександра Довженка |

|                              |
| Меморіальна дошка в Козятині |

|                                                                   |
| Експозиція, присвячена кінорежисеру, в історичному музеї Козятина |

- 23 серпня 1999 року в Києві встановлено паркову скульптуру героям фільму «За двома зайцями» Проні Прокопівні (Маргарита Криницина) та Голохвостому (Олег Борисов).
- У рідному місті Віктора Іванова — Козятині — на будинку, в якому народився режисер, встановлено меморіальну дошку, а в міському історичному музеї створено окрему меморіальну експозицію, присвячену кіномитцю.

## Нагороди
- Нагороджений орденом Червоної зірки, медалями «За оборону Сталінграду», «За відвагу»
- Заслужений діяч мистецтв УРСР (1974)
- Лауреат Державної премії України ім. О. Довженка (1999, посмертно)